# SN 2007jq
SN 2007jq – supernowa typu Ia odkryta 4 września 2007 roku w galaktyce A001158+0059. W momencie odkrycia miała maksymalną jasność 20,10m.